# Titabor Town
Titabor Town is een census town in het district Jorhat van de Indiase staat Assam. 

## Demografie
Volgens de Indiase volkstelling van 2001 wonen er 7450 mensen in Titabor Town, waarvan 55% mannelijk en 45% vrouwelijk is. De plaats heeft een alfabetiseringsgraad van 81%. 